# Maria Eulália Vares
Maria Eulália Vares é uma matemática brasileira, especialista em processos estocásticos e teoria dos grandes desvios. É professora titular de estatística do Instituto de Matemática da Universidade Federal do Rio de Janeiro, foi de 2006 a 2009 editor-in-chief do periódico científico Stochastic Processes and Their Applications, publicado pela Elsevier para a Bernoulli Society for Mathematical Statistics and Probability, e de 2015 a 2017 foi editor-in-chief do Annals of Probability, publicado pelo Institute of Mathematical Statistics.
Maria Eulália Vares graduou-se em 1975 em matemática na Universidade Federal do Rio Grande do Sul. Após obter um mestrado em estatística em 1977 no Instituto de Matemática Pura e Aplicada, foi para a Universidade da Califórnia em Berkeley para estudos de doutorado em estatística. Obteve um Ph.D. em 1980, com a tese On Two Parameter Lévy Processes, orientada por Pressley Warwick Millar.
Com Enzo Olivieri, Vares é autora do livro Large Deviations and Metastability (Encyclopedia of Mathematics and its Applications 100, Cambridge University Press, 2005).
É fellow do Institute of Mathematical Statistics, foi eleita membro do International Statistical Institute.